# Список керівників держав 120 року
Список керівників держав 120 року — це перелік правителів країн світу 120 року
Список керівників держав 119 року — 120 рік — Список керівників держав 121 року — Список керівників держав за роками

## Європа
- Боспорська держава — цар Савромат I (90-123)
- Ірландія — верховний король Катайр Мор (119-122)
- Римська імперія
  - імператор Адріан (117-138)
  - консул Луцій Катілій Север Юліан Клавдій Регін (110)
  - консул Антонін Пій (110)

## Азія
- Близький Схід
  - Бану Джурам (Мекка) — шейх Мухад I аль-Акбар (106-136)
  - Велика Вірменія — цар Вагарш I (116-144)
  - Хим'яр — цар Ілшарах Яхдаб I (110-125)
  - Осроена — цар Ялур (118—122) і цар Парфамаспат (118-123)
- Диньяваді — Сірі Яза (111-146)
- Іберійське царство — цар Фарсман II (116-132)
- Індія
  - Кушанська імперія — великий імператор Канішка I (105-126)
  - Царство Сатаваханів — магараджа Гаутаміпутра Сатакарні Сатавахана (112-136)
- Китай
  - Династія Хань — імператор Лю Ху (Ань-ді) (106-125)
    - вождь племінного союзу південних сяньбі Улунь (93-120); Цічжіцзянь (120—133)
- Корея
  - Когурьо — тхеван (король) Тхеджохо (53-146)
  - Пекче — король Кіру (77-128)
  - Сілла — ісагим (король) Чима (112-134)
- Персія
  - Парфія — шах Хосрой (105-129) боровся за владу зі своїм братом шахом Вологезом II (105-147)
- Сипау (Онг Паун) —  Сау Кам Унг (110-127)
- плем'я Хунну — шаньюй (вождь) Тань (98-124)
- Японія — тенно (імператор) Кейко (71-130)

## Африка
- Царство Куш — цар Аритеніесбехе (108-132)